# Crawl
Pour les articles homonymes, voir Crawl (homonymie).

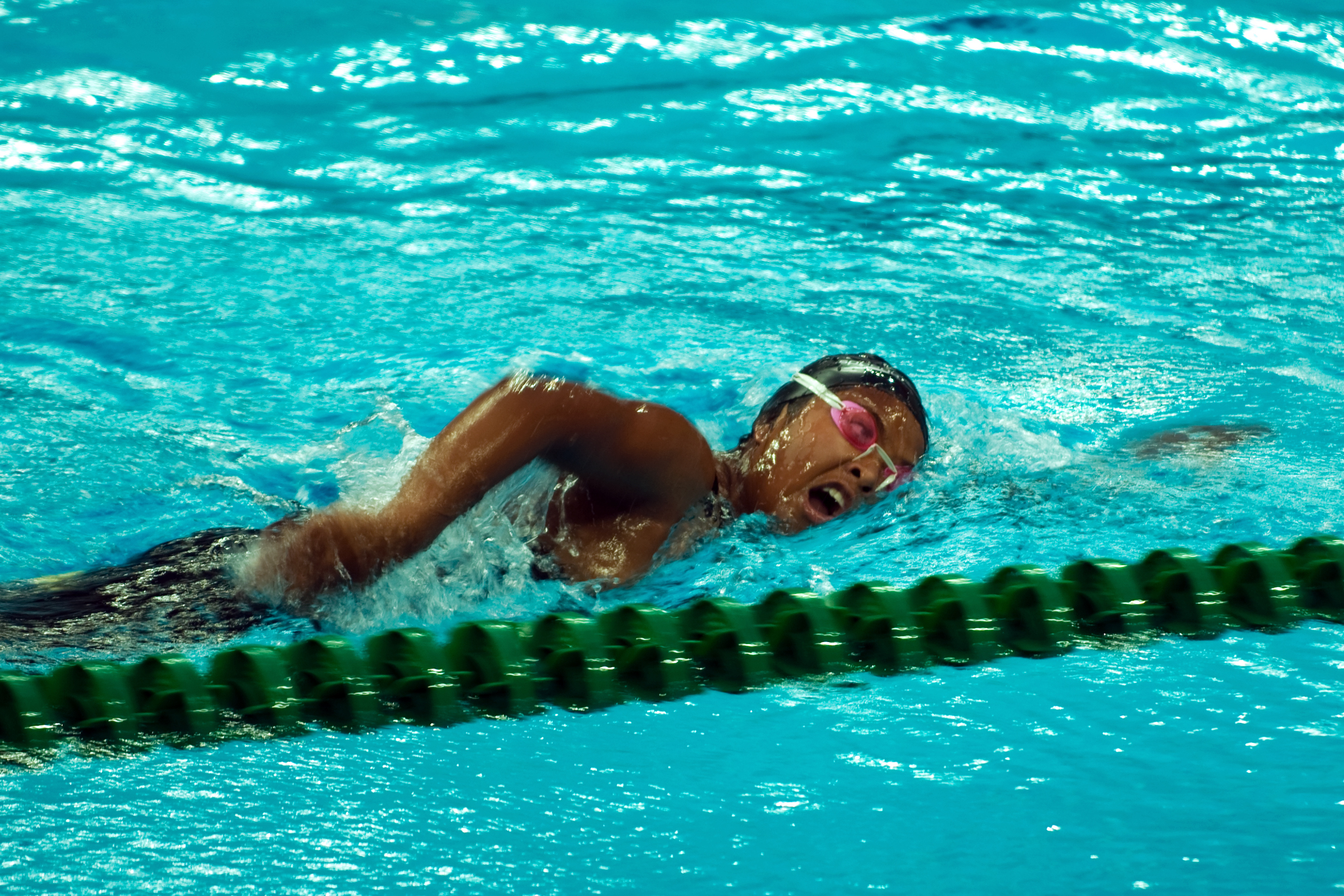
Mouvement de crawl.

Le crawl est le type de nage en surface le plus rapide. Il est généralement utilisé lors des compétitions de nage libre pour cette raison. C'est l'un des deux styles de nage asymétrique avec le dos. Contrairement à la brasse, le crawl est exclusivement une nage de surface qui ne permet pas d'évoluer sous l'eau. 

## Historique
La natation apparaît, pour la toute première fois, dans l'Antiquité grecque. En effet, des vestiges ainsi que des fresques, représentant une femme allongée dans l'eau, utilisant les bras tendus vers l'avant et un battement alterné, prouvent que dans l'Antiquité, la natation était utilisée lors des bains.
Le crawl ou une nage qui s’en approche a été utilisé dès l’Antiquité comme le montrent des bas-reliefs égyptiens datant de 2000 av. J.-C. qui montrent des hommes le pratiquant. 

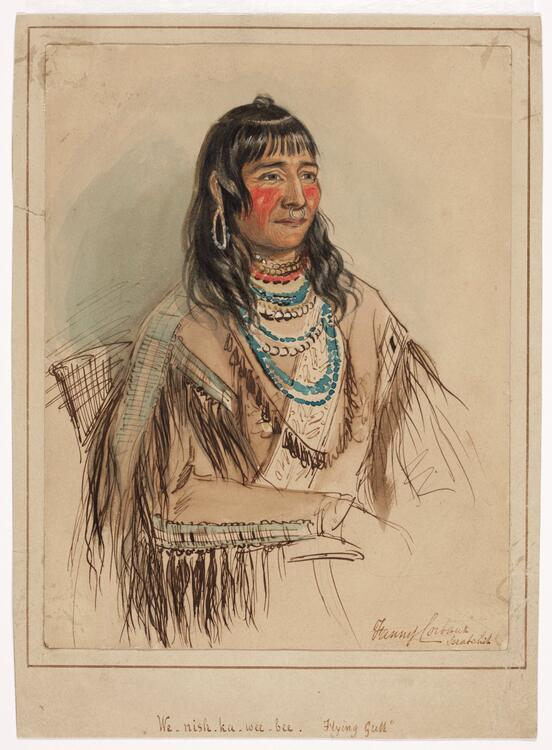
Fanny Corbaux, We Nish Ka We Bee (Flying Gull) lors de son séjour à Londres, 1844.

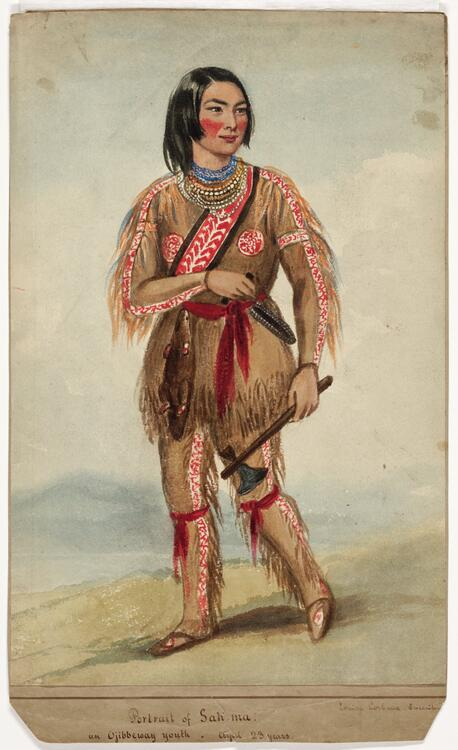
Louisa Corbaux, Sah-Mah (Tobacco), 1844.

En Occident, le crawl a été utilisé pour la première fois lors d’une compétition ayant lieu en 1844 à Londres, où elle était nagée par des amérindiens. Les indiens Anishinaabe, Flying Gull et Tobacco, impressionnent les spectateurs anglais, mais leur style est considéré comme « non-européen, [...] violent, [...] grotesque » et n'est pas d’emblée adopté par les nageurs anglais,,. Le style des Amérindiens ne sera cependant réintroduit à travers le crawl qu'une quarantaine d'années plus tard[Quand ?].
Cependant, l’aristocratie anglaise considéra ce style, en raison de la quantité considérable d’éclaboussures qu’il provoquait, comme un style dévolu aux « barbares indigènes » et c’est ainsi que les Britanniques continuèrent à pratiquer seulement la brasse en compétition.
Entre 1870 et 1890, John Arthur Trudgen apprit le crawl des Amérindiens d’Amérique du Sud durant un voyage en Argentine. Cependant, Trudgen a malencontreusement utilisé le ciseau de brasse indienne, très commun en Grande-Bretagne, plutôt que le battement de jambes que faisaient les Sud-Américains. Ceci donna naissance à une nage hybride appelée Trudgeon, qui devint vite populaire du fait de sa rapidité supérieure à celle de la brasse.
Le Trudgeon fut ensuite amélioré par le nageur et champion australien Richmond « Dick » Cavill (1884–1938), le fils du célèbre entraîneur de natation « Professeur » Richard « Frederick » Cavill. Alors que lui et son frère « Tums » étaient en train d’envisager des améliorations du Trudgeon, ils furent inspirés par Alick Wickham, un jeune Salomonais qui vivait à Sydney et nageait une version du crawl qui était populaire au lagon de Rovania, sur son île natale. Son exemple leur fit modifier leur nage en conséquence et le Trudgeon « amélioré », offrant une position hydrodynamique et donc une meilleure propulsion (réduction de la résistance à l'avancement), fut introduit en Europe (Hongrie) par le père Frederick Cavill en 1873. Il aurait été nagé pour la première fois aux Jeux olympiques à Paris (Courbevoie) en 1900 par le Hongrois Zoltán von Halmay, et devint célèbre sous le nom de « Crawl Australien ». 
L'Américain Johnny Weissmuller, à Paris aux Jeux olympiques de 1924, a introduit la technique dite « hydroplane » consistant à nager la tête en dehors de l'eau, méthode totalement abandonnée en compétition depuis. Johnny Weissmuller a pu ainsi faire connaître et médiatiser la natation et les premières techniques de nage par l'intermédiaire de ses films hollywoodiens.
Il faudra toutefois attendre les années 1930 pour que le crawl devienne une nage efficace. Ce sont en effet les Japonais qui vont mettre la tête sous l'eau et ainsi adopter une position du corps à plat permettant d'augmenter son efficacité. Le nageur américain Charles Daniels imprima un nouveau rythme au battement, avec six battements par passage de bras, créant ainsi le « Crawl américain ». À peu de chose près, c’est cette nage qui est utilisée aujourd'hui sous le nom de crawl.
La technique du crawl a également été reprise par les premiers surfeurs proposant une méthode de propulsion des bras sur leur planche pour se déplacer : Duke Kahanamoku (né en 1890 à Honolulu) grandit à la périphérie de Waikiki, où il a passé sa jeunesse. C'est à Waikiki Beach qu'il a développé son surf et les premières propulsions des bras en natation.

## Techniques de nage

Crawl semi-rattrapé.

### Mouvements
En crawl, la position du corps est horizontale et se caractérise par un battement des jambes et d'une rotation des bras en dehors de l'eau. Plus précisément, le cycle complet d'un bras se décompose en quatre phases :
- phase d'appui, où le bras tendu se stabilise légèrement sous la surface de l'eau ;
- phase de traction, où le bras immergé est ramené au niveau de l'épaule ;
- phase de poussée, où le bras plié vers l'intérieur se positionne contre la cuisse, en extension ;
- phase aérienne (ou de recouvrement), où le bras est hors de l'eau et revient se positionner en avant de l'épaule (antépulsion), avant d'initier un nouveau cycle.

### Respiration
En crawl, l'inspiration se fait sur le côté, en profitant de la rotation du corps (le roulis). Idéalement, pendant l'inspiration, le regard du nageur se porte sur le côté, et la moitié du visage reste sous la surface de l'eau (une seule lunette est donc sortie).
Sa fréquence est variable selon la durée et l'intensité de l'effort. Lors d'une courte distance en sprint, il est préférable de respirer le moins possible (deux à trois respirations pour un 50 mètres peuvent suffire). La production d'énergie par les muscles repose alors sur une voie anaérobie (sans oxygène) et la limitation de la respiration n'a donc que peu d'impact sur la performance. En revanche, en limitant la sortie de la tête, le nageur peut garder une position plus profilée. Pour des distances plus grandes, la production d'énergie repose davantage sur des voies aérobies, il peut donc être intéressant de respirer plus fréquemment, jusqu'à une respiration tous les deux mouvements. Le champion olympique Sun Yang est même connu pour respirer à chaque mouvement sur certaines parties de ses courses.
Plusieurs techniques permettent d'exécuter le crawl :
- le « rattrapé » (nage aux vertus pédagogiques)
- le « semi-rattrapé » (nage de longue distance)
- en « opposition » (sprint)
- etc.

## Apprendre le crawl

### La position de la tête
La nage du crawl est une nage où le nageur ne regarde pas où il va. Pendant la nage on regarde au fond de la piscine (c'est la raison pour laquelle il y a des bandes de couleur sur le carrelage et deux traits perpendiculaires qui indiquent au nageur la proximité de l'extrémité du bassin). Plus la tête reste dans la position neutre, regard vers le fond, moins il y a de résistance à l'avancement.

#### La respiration
La phase expiratoire de la respiration est réalisée entièrement sous l'eau, ce qui permet de réduire le temps de sortie de la tête et, par conséquent de garder une position plus profilée (la sortie de la tête induisant une perte d'horizontalité). L'inspiration se fait ensuite en profitant de la rotation du corps qui a lieu à chaque mouvement des bras. La tête accompagne cette rotation en commençant à tourner sur le côté en même temps que le bras commence son trajet sous l'eau.
La respiration est la principale difficulté de cette nage. L'inspiration peut se faire de chaque côté ou toujours du même côté :  
- Si l'on nage en deux temps, soit une respiration tous les deux mouvements, la respiration sera unilatérale.
- Si l'on nage en trois temps, soit une respiration tous les trois mouvements, la respiration se fera alternativement à gauche et à droite.

Suivant ses capacités respiratoires et l'intensité de l'effort, il est possible de respirer moins souvent. La phase d'inspiration ayant toujours tendance à faire perdre l'hydrodynamisme, la diminution de la fréquence respiratoire permet d'augmenter sa vitesse.

### La position des bras
Les bras sont la force motrice de la nage. En départ plongé on arrive à la surface bras tendus en avant. L'un des bras est ramené le long de la jambe puis est ramené en avant par l'extérieur, le bras alterne une phase aquatique de propulsion et une phase aérienne de retour en position initiale. Une fois revenu en position initiale on fait de même avec l'autre bras. Pour une nage efficace le nageur doit tendre les bras au maximum vers l'avant. Ensuite, la traction et la poussée sous l'eau se font avec le coude un peu plié afin de soulager l'épaule.

### La position de la main
La main doit rester dans le prolongement de l'avant bras pour brasser le plus d'eau possible. Les doigts doivent rester légèrement écartés pour que l'effet de mécanique des fluides se constitue entre les doigts.

### La position des jambes
Les jambes doivent rester dans l'axe du corps, tendues au maximum, en battant des pieds, ce qui est beaucoup moins propulsif que les bras. Le battement des pieds sert essentiellement à maintenir une position horizontale.

### Le roulis
Le simple fait de devoir inspirer de l'air crée un roulis. Avec la vitesse, une vague se crée et on profite du creux de la vague pour inspirer.

### Techniques d’amélioration
Il y a de nombreux exercices possibles pour améliorer le crawl. Par exemple, des exercices de rétentions de souffle, de positionnement de corps et de battement de jambes.
Le dos crawlé est une nage qui offre un équilibre parfait entre confort et performance. Cette technique de nage sur le dos se caractérise par un mouvement alternatif des bras accompagné d’un battement de jambes continu. Le dos crawlé présente de nombreux avantages, tant pour les nageurs débutants que pour les plus expérimentés.

## Réglementation
La Fédération internationale de natation (FINA) ne réglemente pas cette nage comme la brasse, le papillon et le dos, mais elle est presque systématiquement choisie pour les épreuves de nage libre. La seule contrainte appliquée à la nage libre est que le corps doit couper la surface de l'eau.